# Cranendonck

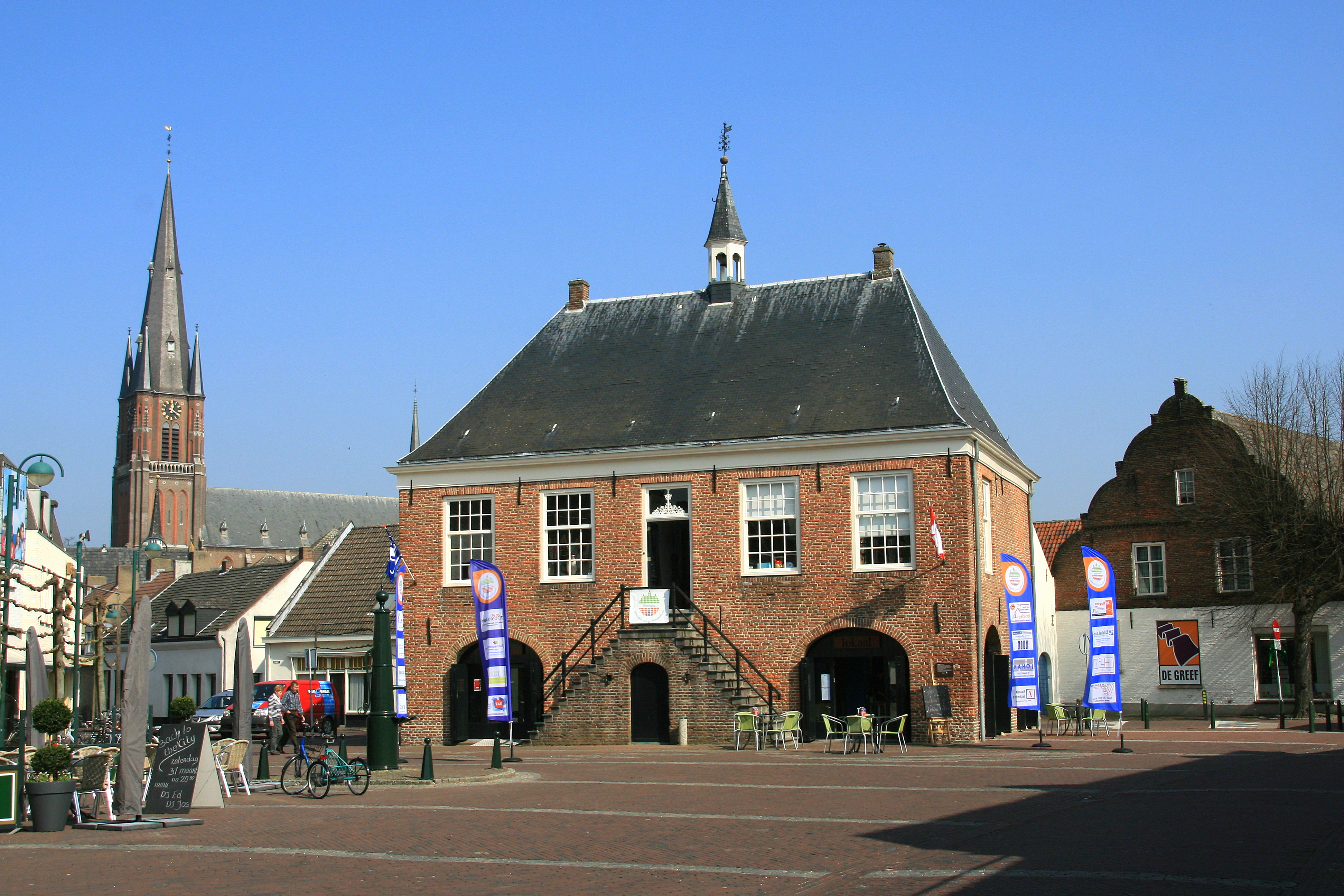
Tidigare rådhus i Budel.

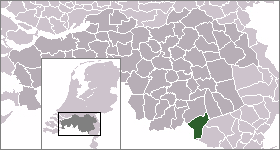
Lägeskarta

Cranendonck är en kommun i provinsen Noord-Brabant i Nederländerna. Kommunens totala area är 78,14 km² (där 1,35 km² är vatten) och invånarantalet är 20 409 invånare (februari 2012).